# Ревю Микки
Ревю Микки (англ. Mickey's Revue) — мультфильм Уолта Диснея 1932 года, снятый Уилфредом Джексоном, в котором Микки Маус, Минни Маус, Гораций Хорсеколлар и Кларабель Кау исполняют песенно-танцевальное шоу. Этот мультфильм первое появление Гуфи в анимации. Это 41-й мультфильм о Микки Маусе, пятый мультфильм того года.

## Сюжет
Короткометражка начинается как типичный мультфильм Микки того времени, но отличается от всех остальных появлением нового персонажа (Гуфи). Он постоянно раздражал своих товарищей-зрителей шумным хрустом арахиса и громким смехом, пока двое зрителей не ударили его молотками.

## Роли озвучивали
- Микки Маус: Уолт Дисней
- Минни Маус: Марцеллит Гарнер
- Плуто: Пинто Колвиг
- Гуфи: Пинто Колвиг
- Гораций Хорсеколлар: неизвестно[4]

## Наследие
Новый персонаж громко смеётся на протяжении шоу. Вскоре становится известно его имя — Диппи Дог, однако позже он становится главным второстепенным персонажем и меняет имя на Гуфи. Запоминающийся «безумный смех» Пинто Колвига можно было услышать в предыдущем мультфильме о Микки Маусе «Олимпиада на скотном дворе», но это первый раз, когда героя можно увидеть на экране.